# ら・ら・ば・い〜優しく抱かせて
「ら・ら・ば・い〜優しく抱かせて」（ら・ら・ば・い〜やさしくだかせて）は、本田美奈子の20枚目のシングル。1995年5月10日にマーキュリーから発売された。

## 概要
表題曲「ら・ら・ば・い〜優しく抱かせて」では、テレビアニメ『魔法騎士レイアース』の第二期エンディングテーマ。カップリング曲「この歌をfor you」は、新曲録音している。

## 収録曲
（全作曲：MIO、編曲：富田素弘）
1. ら・ら・ば・い〜優しく抱かせて [5:12]
作詞：有森聡美
2. この歌をfor you [3:53]
作詞：本田美奈子
3. ら・ら・ば・い〜優しく抱かせて（Instrumental） [5:13]

## 収録アルバム
- 晴れ ときどき くもり（#1、2、1のみSpecial Presents Version）
- 魔法騎士レイアース オリジナルサウンドトラック（#1のTVバージョン）
- 魔法騎士レイアース Best Song Book（#1のみ）
- LIFE（#1、2）
- ANGEL VOICE 〜本田美奈子.メモリアル・ベスト〜（#2のみ）